# Kombo-Itindi
Kombo-Itindi est une commune du Cameroun située dans la région du Sud-Ouest et le département du Ndian.

## Population
Lors du recensement de 2005, la commune comptait 2 958 habitants.

## Structure administrative de la commune
La commune comprend une trentaine de villages, dont beaucoup sont peu peuplés ou inhabités, parmi eux :
- Efa
- Barracks
- Black Creek
- Bush-Doctor Creek
- Eno Creek
- Ete-Ete Creek
- Eto-Urua
- Ewondo
- Grace Creek
- Imma-Obong Creek
- Inyang Creek
- Isu
- Jeremiah Creek
- John Creek
- Lucky Creek
- Maculay Creek
- Maldamia Creek
- Ngosso I
- Ngosso II
- Pepsi Creek
- Richard And Paul Creek
- Why Worry Creek